# 猿賀神社
猿賀神社（さるがじんじゃ、さるかじんじゃ）は、青森県平川市猿賀に鎮座する神社。旧社格は県社。807年（大同2年）に深砂宮（神蛇宮）として創始。戦後に神社本庁の別表神社となった。

## 祭神
蝦夷討伐の将で仁徳天皇55年（367年）に伊峙水門（いしのみと）で敗死し、後に大蛇の姿になって蝦夷を平定したとされる上毛野君田道命（かみつけののきみ たじのみこと）を主祭神とし、保食神を相殿に祀る。

## 歴史
『日本書紀』によれば、367年（仁徳55年）の蝦夷討伐で、祭神の田道は伊峙水門で敗死したとある。また天皇の従者が田道の遺品をその妻に与えたところ、妻は遺品を抱きながら首を吊ってしまった。人々はこれを聞き涙したことであった、という。
五十五年、蝦夷叛之。遣田道令擊、則爲蝦夷所敗、以死于伊峙水門。時有從者、取得 田道之手纏、與其妻。乃抱手纏而縊死、時人聞之流涕矣。—仁徳天皇紀
伊峙水門には上総国夷灊（いしみ）郡（旧千葉県夷隅郡）説と陸奥国牡鹿郡石巻（いしのまき）（現宮城県石巻市）説とがあるが、社伝によれば、敗死した田道命は従者によって当地に埋葬され、後に蝦夷がその墓を暴いたところ、田道命の遺体が大蛇と化して毒気を吐いたので、人々が恐れて現在地西方の猿賀野に祀ったのに始まると伝える。200年後の欽明天皇28年（567年）に当地で洪水があり、田道命の神霊が白馬にまたがり流木を舟にして流れに乗り、現在地に遷座し、桓武天皇の時代に蝦夷征討に苦戦していた坂上田村麻呂が田道命の霊に導かれて大勝したので、延暦12年（793年）、田村麻呂が現在地に祠を造り、大同2年（807年）には勅命により社殿が造営されたと伝える。
後に、仏教の守護神である深砂大王（じんしゃだいおう）と習合し、深砂大権現（神蛇宮）と呼ばれるようになった。武神として信仰され、藤原秀衡、北畠顕家ら附近にかかわった武将たちの崇敬を集めた。江戸時代には津軽藩の祈願所となり、猿賀山長命院と号する修験道場となった。明治の神仏分離により、明治4年（1871年）に神社となり、地名より「猿賀神社」に改称し（現在もかつては境内地であった社前に旧別当寺である猿賀山長命院神宮寺（天台宗）および猿賀山蓮乗院が残る）、同6年郷社に列し、更に同16年（1883年）には県社に昇格した。戦後は神社本庁に参加し、昭和34年（1959年）にその別表神社とされている。

## 祭祀
旧暦1月7日の七日堂大祭は弘前市の岩木山神社と鬼神社の七日堂祭とともに平成21年（2009年）に「津軽の七日堂祭」として国の選択無形民俗文化財に選ばれた。
例祭の十五夜大祭前日の宵宮（旧暦8月14日）では、国の選択無形文化財、県の無形民俗文化財である津軽神楽が奉納される。

## 社殿
本殿は梁間（奥行）を3間とする三間社流造。文政9年（1826年）の造替にかかり、簡素な素木造であるが規模は大きい。三間社流造では梁間を2間とするものが多く、これを3間とする場合には奥2間分を身舎とし前面1間分は前室とする形式が多いが、当神社の本殿は前室を設けずに身舎梁間全体を3間としている点が珍しく、青森県内の近世神社建築を考える上で欠くことのできない建造物として平成6年に県の重宝に指定された。

## 境内
約15,000坪の広大な境内地を有し、中には「鏡ヶ池」「見晴ヶ池」の2つの大池がある。鏡ヶ池は猿賀信仰の中心となる池である。池一面に蓮が生えており、この蓮根を加工した「れんこんようかん」が旧尾上町の特産品となっている。境内一円はかつて鵜と鷺の繁殖地で、「猿賀のウおよびサギ繁殖地」として国の天然記念物に指定されていたが（昭和10年（1935年）12月24日指定）、消滅した為に同59年に指定解除とされている。
なお、見晴ヶ池の湖畔からは昭和44年に温泉（猿賀温泉）が発見され、隣設地に市営の入浴施設「さるか荘」や有料老人ホーム「おのえ荘」が作られている。

### 境内社
- 胸肩神社（弁天宮） -- 鏡ヶ池内の中島に鎮座。市杵島姫命を祀る。
- あかい堂（水天宮） -- 拝殿東側の鏡ヶ池湖畔に鎮座。水天宮水波能売神を祀る。
- 池上神社（薬師様） -- 拝殿東側に鎮座。少彦名神を祀り、医薬の神として信仰される。
- 日吉神社 -- 鏡ヶ池内の中島の胸肩神社のそばに鎮座。事代主神を祀る。

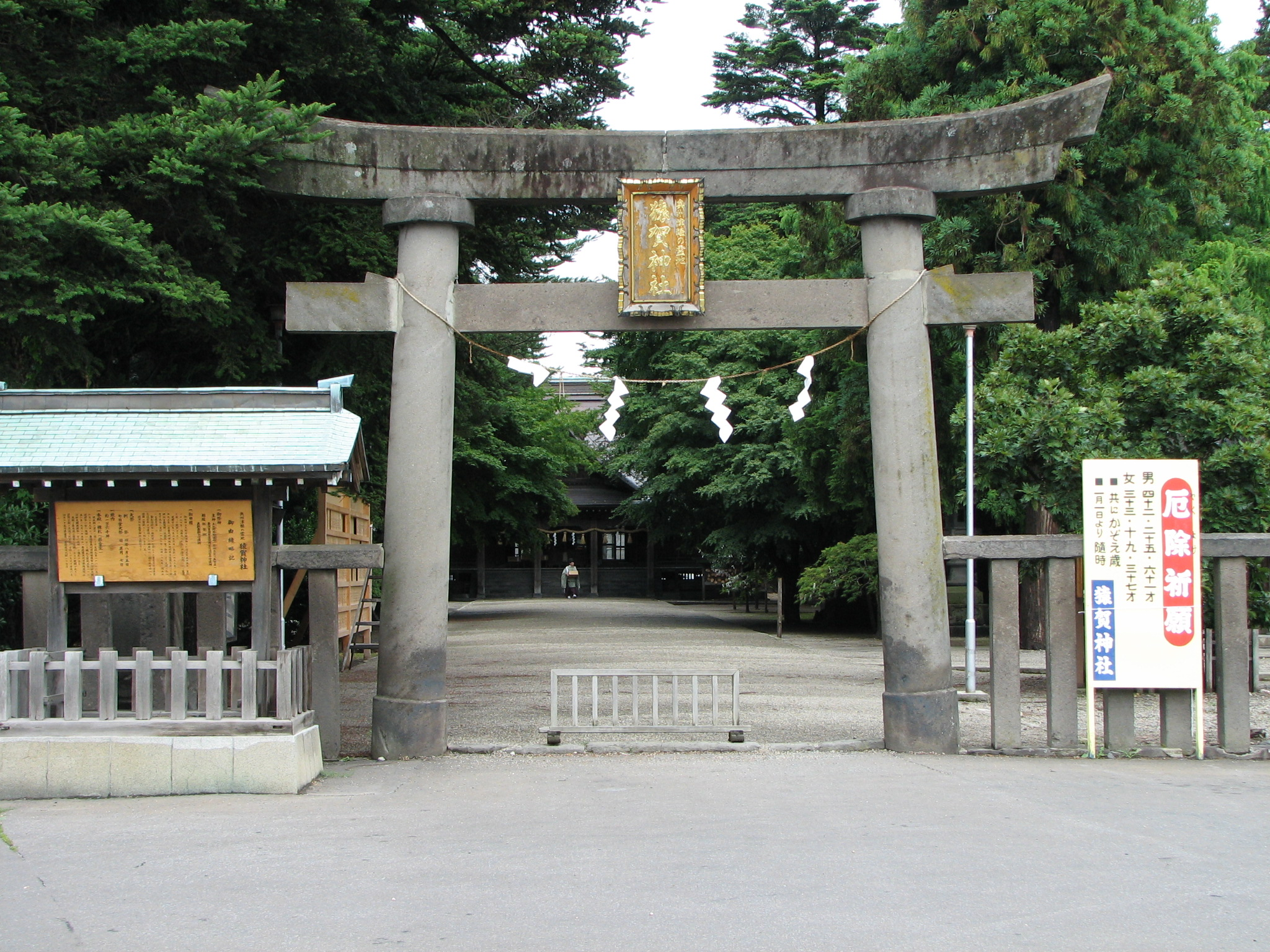
鳥居
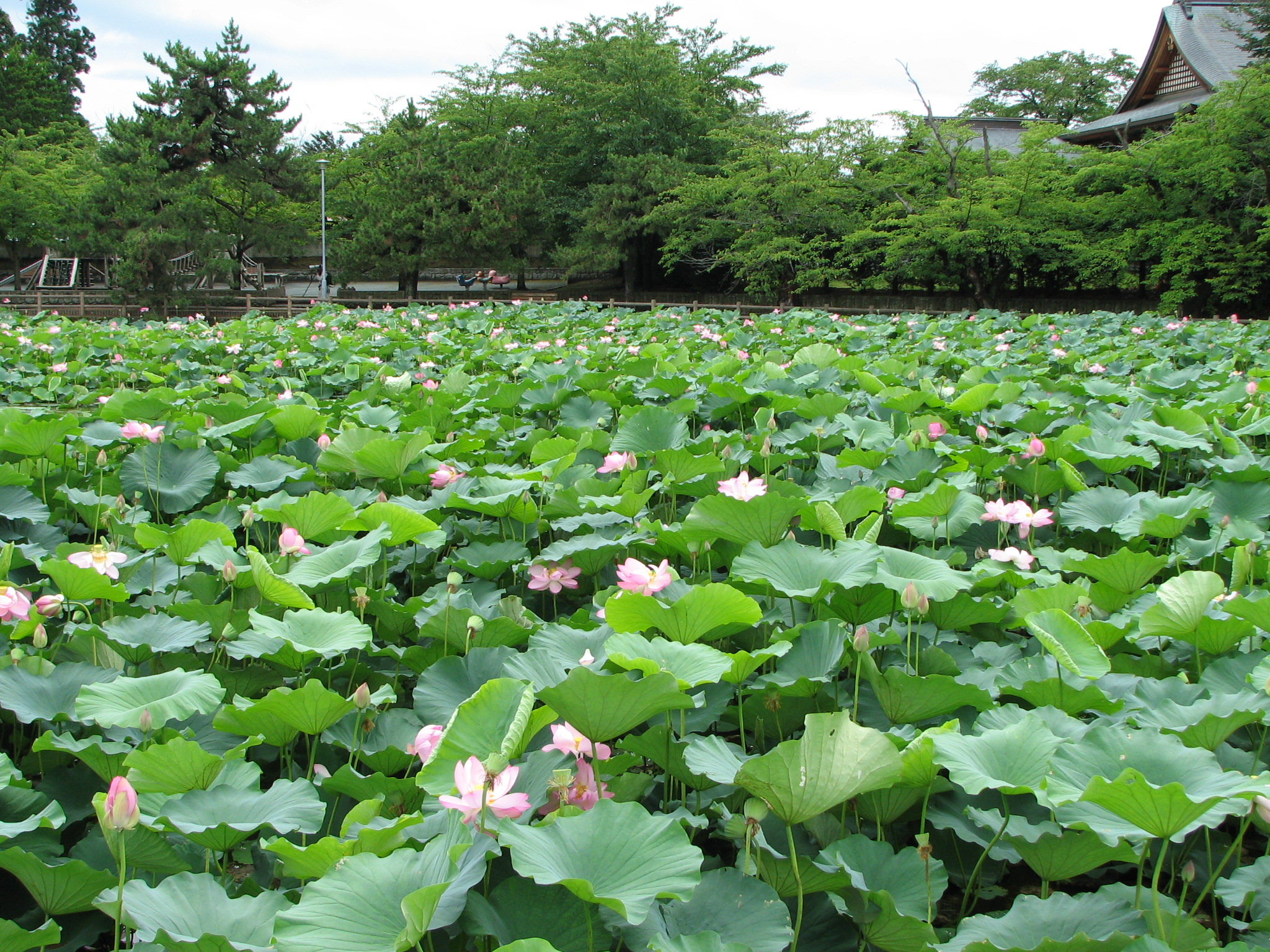
境内 鏡ヶ池
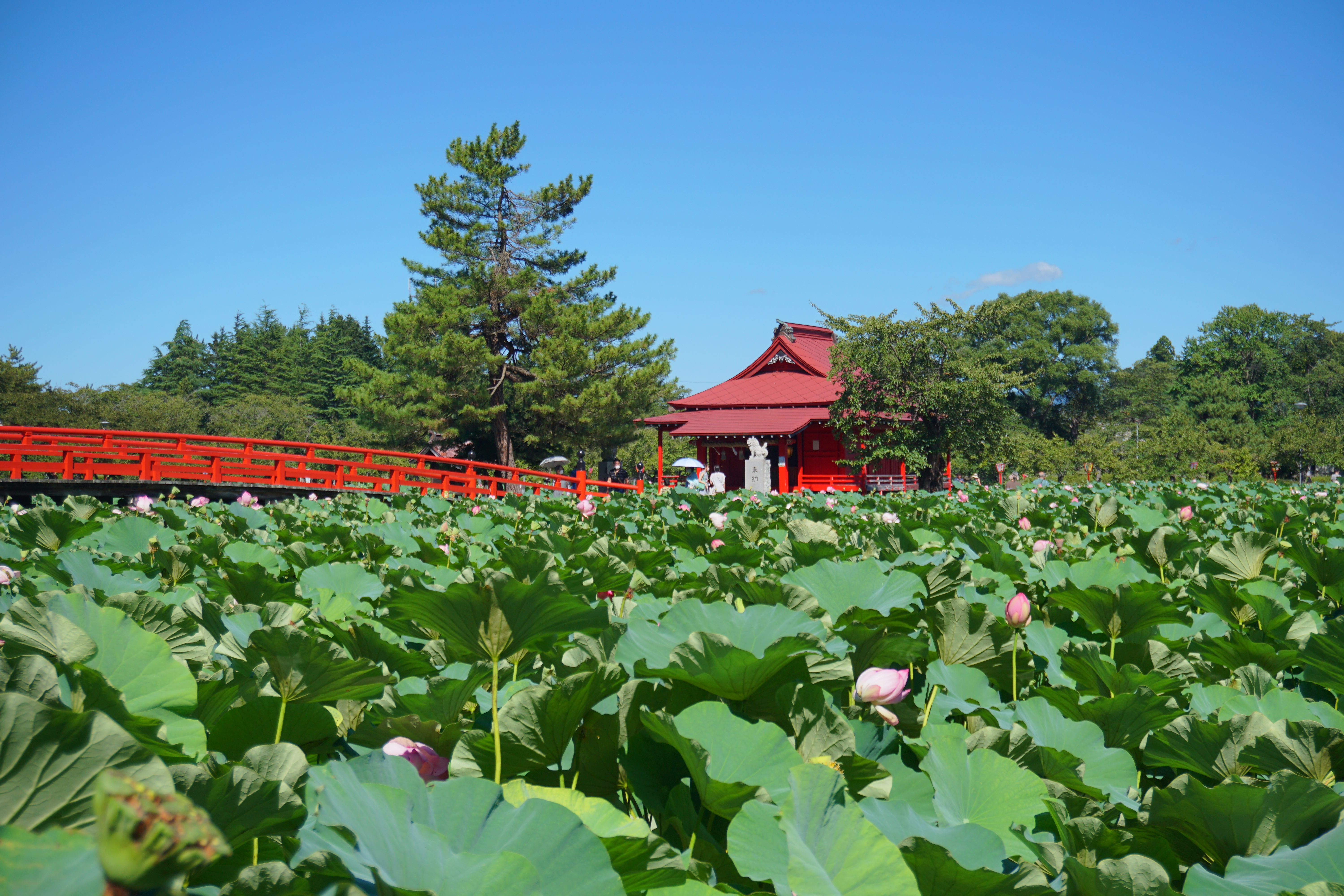
鏡ヶ池と胸肩神社
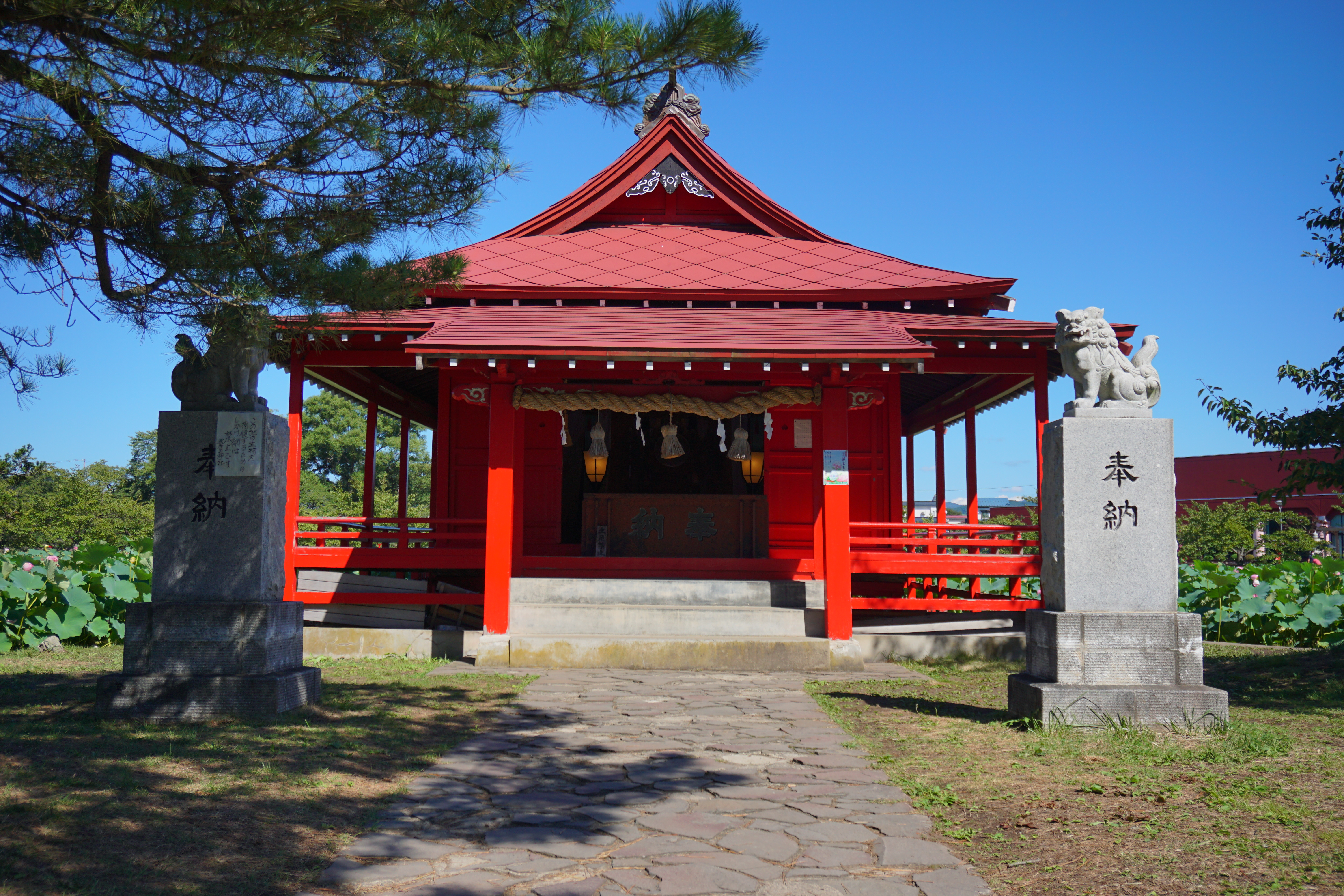
胸肩神社（弁天宮）
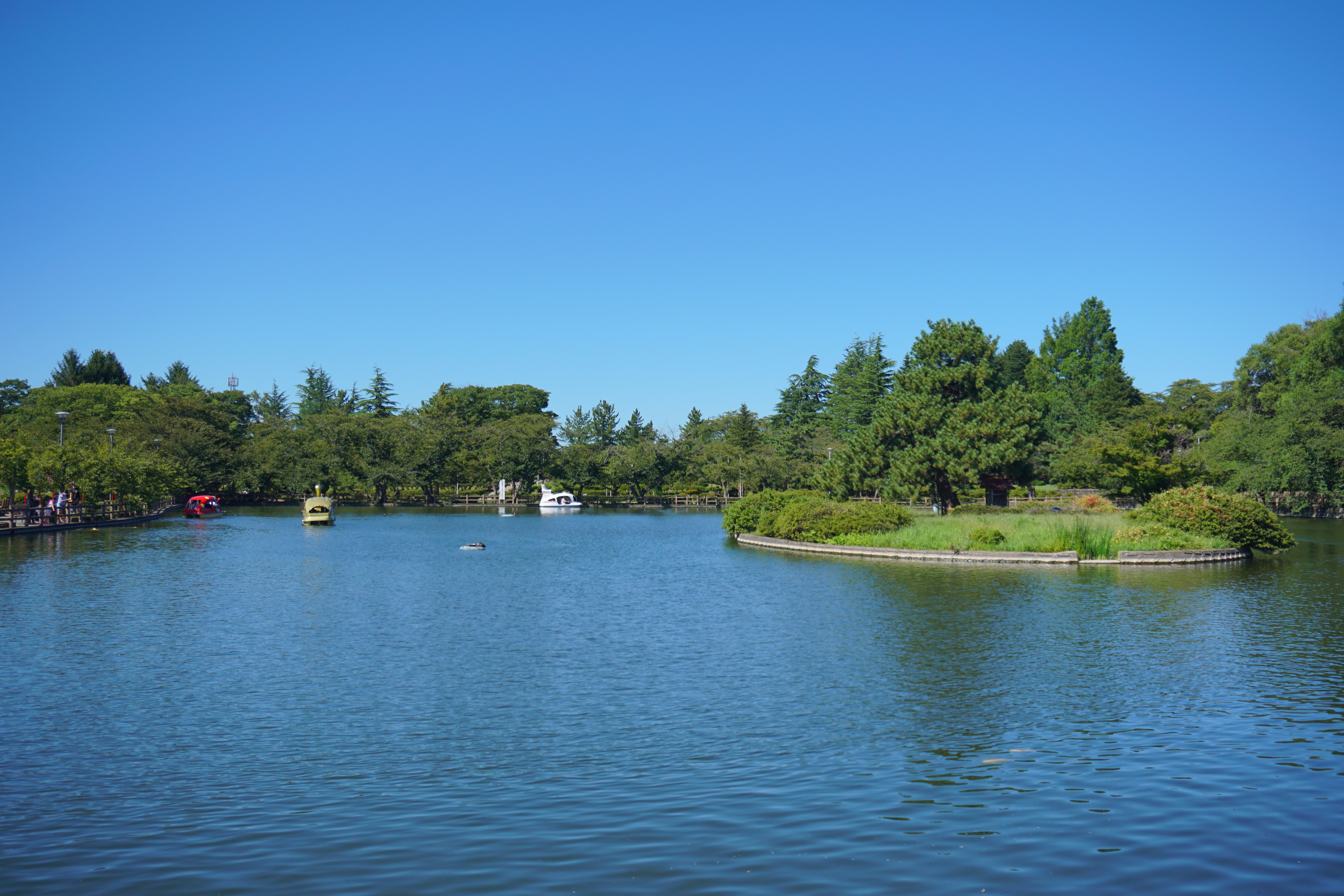
見晴ヶ池

## 文化財
（括弧内は種別と指定等年月日）

### 選択無形民俗文化財（国選択）
- 七日堂大祭（平成21年3月11日）

### 青森県指定文化財
- 本殿（重宝（建造物）、平成6年4月25日）

### 平川市指定文化財
- 棟札（有形文化財（歴史資料）、平成18年1月1日）

## 交通
- 鉄道 - 弘南鉄道弘南線津軽尾上駅下車 徒歩15分
- バス - JR奥羽本線弘前駅、弘南鉄道弘南線津軽尾上駅より、弘南バス「弘前 - 尾上線」「猿賀神社前」下車すぐ